# Пироговская студенческая научная медицинская конференция
Пироговская студенческая научная медицинская конференция — студенческая конференция, проводящаяся в России с 1996 года, названная в честь Н. И. Пирогова. В ней участвуют студенты из различных городов России, Украины, Белоруссии, Узбекистана, Македонии, Польши и т. д.
Дата проведения — каждый третий четверг марта. Место проведения — Российский национальный исследовательский медицинский университет имени Н. И. Пирогова.
Организатор конференции — Студенческое научное общество.

## Работа конференции
В рамках конференции существует 16 секций:
- «Акушерство и гинекология»
- «Внутренние болезни»
- «Общая хирургия»
- «Детская хирургия»
- «Общественное здоровье, экономика здравоохранения и гуманитарные науки»
- «Фармация»
- «Медицинская психология и психиатрия»
- «Педиатрия и неонатология»
- «Сердечно-сосудистая хирургия»
- «Медицинские нанобиотехнологии, молекулярная биология и генетика»
- «Медико-биологические проблемы»
- «Стоматология»
- «Офтальмология»

## Формы участия в конференции
- Только публикация тезисов
- Публикация тезисов и постерный доклад
- Публикация тезисов и устный доклад